# 香港2008年6月

## 6月30日
- 為配合七一遊行，香港警方公佈於中環至銅鑼灣實施特別交通措施。 維基新聞
- 無線J2台於15:00正式啟播

## 6月29日
- 一輛旅遊巴士在中環花園道疑因煞車系統突然失靈，沿斜路俯衝近400米，釀成1死32傷。 維基新聞
- 香港立法會主席范徐麗泰表示，將組成20名議員探訪團，於本週五（7月4日）前往四川地震災區探訪。 維基新聞

## 6月28日
- 灣仔道的一家泰國菜館，其近半公噸重的巨型招牌突然整個塌下於行人道上，招牌的A字更倒轉插入一名女途人左後腦，女途人被砸死。 維基新聞
- 五百艘漁船在維港慢駛，抗議油價高企，並要求政府提供燃油補貼。 維基新聞

## 6月27日
- 香港獨立媒體三名成員前往日本打算採訪G8峰會，於日本入境時被扣留超過15小時。 維基新聞
- 香港政府正式刊憲，實施「活雞日日清」，雞檔不能留活雞過夜，以預防禽流感。家禽業者對此政策不滿。 維基新聞
- 港鐵公司公佈觀塘綫延綫何文田站與黃埔站的初步選址方案，但何文田站的選址被區議員批評遠離現有民居。 維基新聞
- 中華人民共和國副主席習近平應香港政府邀請，將於7月6日至7月8日來港。 維基新聞

## 6月26日
- 香港立法會討論引用特權條例，要求索取副局長及政治助理薪酬以及附帶福利的文件，但議案最後遭到否決。 維基新聞
- 澳門博彩（港交所：00880）於今天起至7月2日正式公開招股，計劃集資最多51億港元。 維基新聞

## 6月25日
- 熱帶風暴風神逐漸離開香港，香港天文台在晚上取消所有熱帶氣旋警告。 維基新聞
- 商務及經濟發展局局長馬時亨召開記者會交代辭職原因，並強調辭職純粹是健康問題。 維基新聞

## 6月24日
- 強烈熱帶風暴風神逐漸靠近珠江口，香港天文台在晚上發出八號風球。 明報、維基新聞
- 商務及經濟發展局局長馬時亨因染出患上腦疾向特首請辭並已獲批，尚待北京政府批准。政府新聞網 （页面存档备份，存于）、文匯報 （页面存档备份，存于）、維基新聞
- 李小龍迷組織及一批電影及文化界人士，表示要爭取將位於九龍塘金巴倫道41號羅曼酒店的李小龍故居改建成「李小龍博物館」。 維基新聞
- 香港大學最新民意調查顯示，香港行政長官曾蔭權以及政府的民望和支持率下跌至新低。 維基新聞

## 6月23日
- 中國政府較早前送贈香港海洋公園之國寶的5條中華鱘中之其中1條遇害，証實給海狼咬死，身上留有牙齒印。 明報、維基新聞
- 香港天文台早上發出一號戒備信號，颱風風神集結香港東南偏南約600公里，預料向北或西北偏北移動，靠近華南東部。 明報、維基新聞
- 未取得廣播牌照的民間電台於晚上再度以大氣電波廣播。 維基新聞
- 香港立法會討論尖沙咀天星碼頭對出的巴士總站遷走以興建露天廣場的計劃，議員及天星小輪均表示關注。 維基新聞

## 6月22日
- 香港公民黨公佈參選2008年香港立法會選舉的名單，派出19人參選。焦點選區港島區會派出黨魁余若薇，夥拍山頂區區議員陳淑莊，再加上離島區議員容詠嫦上陣。 維基新聞

## 6月21日
- 是日夏至，香港聯同70多個亞洲城市舉行環保熄燈活動。維多利亞港兩岸的121幢建築物和大型招牌，為響應地球之友主辦的「6.21 夏至夠照熄燈夜」行動，關燈1小時。 維基新聞

## 6月20日
- 天水圍一個天龍八部女機迷的兩名子女，從34樓水管攀爬落街，險死。 明報
- 政府與家禽批發、零售業者及雞農代表，商討禽流感應付措施下的賠償問題，但業界對政府所提出的賠償方案表示不滿。 維基新聞
- 民間人權陣線及泛民主派召開記者會，交代今年七一遊行動員活動。 維基新聞
- 政府表示，2008年香港立法會選舉提名期將於7月19日至8月1日進行。 維基新聞

## 6月18日
- 旺角漢普頓酒店，因為勞工大廈與東亞銀行之業權糾紛，於下午被執達吏查封，數十名旅客被逼遷。 維基新聞
- 香港著名藝人陳慧琳在香港體育館舉行的最後一場演唱會上公開宣布結婚。 維基新聞

## 6月17日
- 香港政府入稟香港高等法院，指銅鑼灣時代廣場把地面公眾休憩用地出租違反批地條款，要求九倉賠償。 維基新聞
- 香港保釣行動委員會成員原本準備翌日乘船往釣魚台宣示主權，但因沒有船家願意租船而被逼放棄出海。 維基新聞
- 香港立法會議員陳方安生和部分泛民議員成立「民間策發會」，收集市民對2012年選舉及政制發展的意見。 維基新聞
- 於6月12日遭澳門當局被拒入境的香港大學女生陳巧文，認為被拒入境是因為政治原因。 維基新聞
- 受大浪影響，洪聖爺灣泳灘、蘆鬚城泳灘、貝澳泳灘、下長沙泳灘和塘福泳灘等香港泳灘懸掛紅旗。 維基新聞

## 6月15日
- 旅發局前總幹事臧明華仍未退還14萬港元醫療保險差額，主席田北俊指臧明華不合理地要求局方接納法律協議及其他要求，可能會對她採取法律行動。 明報

## 6月14日
（請按此參閱當天之報章頭條）
- 一名男子在大埔涉嫌違例用單車載著九歲的侄孫，單車被私家車撞倒。男子死亡，小童傷勢嚴重。警方表示現場並非交通黑點。 [來源請求]

## 6月13日
（請按此參閱當天之報章頭條）
- 家禽業代表與食物環境衞生署官員開會，業界表明反對禁止活雞在街市過夜的做法，並要求殺雞每隻賠償60港元。食物環境衞生署強調有關做法是有效預防禽流感和杜絕走私雞的問題，至於賠償問題會再作考慮。[來源請求]
- 當局已清理堵塞羗山道的沙泥並正重鋪路基，預計一星期後局部開放。而民安隊是日起通宵留守大澳，警方及消防亦會加派人員到當地，提供緊急援助。 [來源請求]

## 6月12日
（請按此參閱當天之報章頭條）
- 香港警方拘捕了包括8名上市公司董事，涉嫌串謀訛騙本港兩家上市公司的股東及18家本港及海外銀行，涉案總金額高達35.5億元。據了解，其中一家公司為被揭發嚴重帳目問題而停牌的聯洲國際。 [來源請求]
- 香港4個街市共7個雞檔發現帶有致命的H5N1禽流感病毒，令香港再度受到禽流感威脅。 維基新聞

## 6月11日
（請按此參閱當天之報章頭條）
- 當局於粉嶺聯和墟街市、屯門仁愛街市及鴨脷洲街市的環境樣本中發現H5N1禽流感病毒，宣布銷毀全港零售點的活家禽。而當局暫未從境内農場抽取之雞隻樣本發現病毒，故無需在境内農場殺雞。 [來源請求]

## 6月10日
（請按此參閱當天之報章頭條）
- 政府進一步公布十七名副局長和政治助理各人具體薪酬，以平息社會近日對他們的爭議。 香港政府新聞公報 （页面存档备份，存于）

## 6月9日
- 香港多個地區在端午節均有龍舟競渡比賽，由於天氣不穩定，部分比賽場地觀看賽事的市民較往年少。 [來源請求]

## 6月8日
（請按此參閱當天之報章頭條）
- 地球之友發起6月21日晚上關燈一小時，呼籲社會關注光污染問題，多座政府及私人建築物屆時將關掉大廈的外牆裝飾燈，但「幻彩詠香江」則不受影響。 明報

## 6月7日
（請按此參閱當天之報章頭條）
- 受一道低壓槽影響，香港多處下大雨，香港天文台一度發出黑色暴雨警告。 明報
  - 天文台在早上八至九時期間錄得145.5毫米的雨量，是有紀錄以來最高的時雨量紀錄。其中北大嶼山及港九市區的雨量較大，而全日亦最少錄得7987次閃電。
  - 在暴雨期間，北大嶼山公路近映灣園水浸，來回方向一度全線封閉。路政署指山泥傾瀉使大量沙石沖入排水渠導致淤塞，而當局於港九新界亦接獲多宗水浸及山泥傾瀉報告。

## 6月6日
（請按此參閱當天之報章頭條）
- 教育局長孫明揚表示會調整教學語言政策，最快於2009學年起不再劃分中中和英中，只要班內有八成半或以上學生適合以英語授課，預計全港一半中學可申請開英文班。 明報
- 藝人兼油尖旺區區議員劉志榮於早上舉殯，劉志榮生前多位政經及演藝界好友到靈堂致意，民建聯正副主席及多位好友扶靈，他的靈柩會移送長沙灣天主教墳場下葬。 明報

## 6月5日
（請按此參閱當天之報章頭條）
- 政務司長唐英年及特首辦主任陳德霖安排副局長及政治助理跟傳媒高層會面，陳德霖承認政府低估民間對委任官員的國籍要求，但重申政府不會禁止有關官員擁有外國護照，亦不會披露有關官員的具體薪酬。明報
- 交諮會完成香港的士營運檢討報告，建議調高落錶收費，但長途收費則遞減，亦不贊成立法禁止乘客議價，的士團體對報告表示失望，認為不禁止乘客議價，會變相助長八折的士黨。 明報[]

## 6月4日
（請按此參閱當天之報章頭條）
- 贊育醫院當年錯調嬰兒事件，事主李國賢與社署及醫管局代表開會，他認為政府工作比想像中慢，不排除會作進一步法律行動。社署署長余志穩表示，近月已聯同警務處及入境處等作宣傳，冀為李的養父母尋回親生兒子。 明報
- 支聯會連續第19年舉行維園六四燭光晚會以悼念六四事件之殉難者，有約4.8萬人參加，同時為汶川大地震中之死難者哀悼，當晚另設捐款箱，為四川災民籌款 都市日報 （页面存档备份，存于）、BBC （页面存档备份，存于）。

## 6月3日
（請按此參閱當天之報章頭條）
- 香港電台節目主任陳敬創涉嫌詐騙撰稿費案件在區院續審，陳作供時指上司著他可以親屬名義申領開支，認為並非存心欺騙。案件押後至6月5日，並聽取控辯雙方結案陳詞，被告獲准繼續保釋。 明報

## 6月2日
（請按此參閱當天之報章頭條）
- 立法會房屋事務委員會原定下午討論備受爭議的規管樓花銷售安排，但17名委員中只有4人出席，最後宣布流會。多名缺席會議議員中，六人表示要出席電台舉辦的演藝界512關愛行動，亦有議員表示要出席策發會會議而缺席。 明報

## 6月1日
（請按此參閱當天之報章頭條）
- 演藝界發起512關愛行動，連續7小時舉行賑災義演，有逾2萬人次入場，籌得約3500萬港元善款。香港演藝人協會表示，該會將在往後連續7年的5月12日舉行賑災義演，以為履行對四川災民的「承諾」。明報

## 有用參考連結
- 網站：雅虎香港 | Google香港 | 香港政府新聞網 | 新浪網新聞
- 報章：明報 | 明報即時新聞網 | 成報 | 蘋果日報 | 星島日報 | 香港經濟日報 | 大公報 | 文匯報 | am730 | 南華早報 | 頭條日報 | 晴報 |
- 電台：商業電台 | 新城電台 | 香港電台 | 澳門電台
- 電視：有線新聞 | 無綫新聞 | 亞視新聞 | now新聞台| 澳門電視台
- 其他：英文維基新聞（香港） | 英文維基新聞（澳門） | 網政廿一 | 獨立媒體 | BBC中文網 | Oh My News 國際版本 | 亞洲時報 | 獨立新聞在線 | 全球之聲 | 香港人網